# Молион
Молион је у грчкој митологији било име више личности.

## Митологија
- Диодор га је наводио као Еуритовог сина, кога је убио Херакле, заједно са његовим оцем.[1]
- У Хомеровој „Илијади“ Тројанац који је возио Тимбрејеве кочије.[1]